# 市川憂人
市川 憂人（いちかわ ゆうと、1976年 -）は、日本の小説家。神奈川県生まれで、東京大学を卒業。

## 経歴・人物
赤川次郎作品を契機に、推理小説を読むようになり、中学時代以降は新本格ミステリに熱中する。大学時代には文芸サークル「新月お茶の会」に所属し、小説の執筆や投稿を行っていた。2016年、『ジェリーフィッシュは凍らない』で第26回鮎川哲也賞を受賞する。

## ミステリ・ランキング
- 週刊文春ミステリーベスト10
  - 2016年 - 『ジェリーフィッシュは凍らない』5位
  - 2018年 - 『グラスバードは還らない』15位

- このミステリーがすごい!
  - 2017年 - 『ジェリーフィッシュは凍らない』10位
  - 2018年 - 『ブルーローズは眠らない』11位
  - 2019年 - 『グラスバードは還らない』10位
  - 2024年 - 『ヴァンプドッグは叫ばない』29位

- 本格ミステリ・ベスト10
  - 2017年 - 『ジェリーフィッシュは凍らない』3位
  - 2018年 - 『ブルーローズは眠らない』5位
  - 2019年 - 『グラスバードは還らない』4位
  - 2021年 - 『揺籠のアディポクル』14位
  - 2023年 - 『灰かぶりの夕海』20位
  - 2024年 - 『ヴァンプドッグは叫ばない』21位
  - 2025年 - 『牢獄学舎の殺人 未完図書委員会の事件簿』21位

- ミステリが読みたい!
  - 2018年 - 『ジェリーフィッシュは凍らない』12位

## 作品リスト

### 単著

#### 〈マリア＆漣〉シリーズ
- ジェリーフィッシュは凍らない（2016年10月 東京創元社 ISBN 978-4-488-02551-9 / 2019年6月 創元推理文庫 ISBN 978-4-488-40621-9）
- ブルーローズは眠らない（2017年9月 東京創元社 ISBN 978-4-488-02776-6 / 2020年3月 創元推理文庫 ISBN 978-4-488-40622-6）
- グラスバードは還らない（2018年9月 東京創元社 ISBN 978-4-488-02793-3 / 2021年3月 創元推理文庫 ISBN 978-4-488-40623-3）
- ボーンヤードは語らない（2021年6月 東京創元社 ISBN 978-4-488-02840-4 / 2024年6月 創元推理文庫 ISBN 978-4-488-40624-0）
  - 収録作品：ボーンヤードは語らない / 赤鉛筆は要らない / レッドデビルは知らない / スケープシープは笑わない
- ヴァンプドッグは叫ばない（2023年8月 東京創元社 ISBN 978-4-488-02899-2）

#### その他
- 神とさざなみの密室（2019年9月 新潮社 ISBN 978-4-10-352811-1 / 2022年3月 新潮文庫 ISBN 978-4-10-103781-3）
- 揺籠のアディポクル（2020年10月 講談社 ISBN 978-4-06-521309-4 / 2024年3月 講談社文庫 ISBN 978-4-06-534342-5）
- 断罪のネバーモア（2022年2月 KADOKAWA ISBN 978-4-04-111076-8）
- 灰かぶりの夕海（2022年8月 中央公論新社 ISBN 978-4-12-005562-1）
- 牢獄学舎の殺人 未完図書委員会の事件簿（2024年8月 星海社FICTIONS ISBN 978-4-06-536717-9）

### アンソロジー（収録）
「」内が市川憂人の作品
- あなたも名探偵（2021年2月 東京創元社 ISBN 978-4-488-02833-6）「赤鉛筆は要らない」
- 私がモテないのはどう考えてもお前らが悪い！ ミステリー小説アンソロジー（2021年8月 星海社FICITONS ISBN 978-4-06-524710-5）「絵文字vs.絵文字Mk-II」